# 25 (альбом Адель)
25 — третій студійний альбом британської співачки Адель, представлений 20 листопада 2015 року на лейблах XL та Columbia. В інтерв'ю журналу «Rolling Stone» співачка заявила, що в цій роботі піднімає теми «туги за собою та ностальгії», «меланхолії про плин часу», а також теми материнства та жалю. На відміну від попередніх альбомів, у 25 були використані електронні елементи та креативні ритмічні патерни з елементами R&B 1980-х років та органами. Як і під час запису 21, Адель працювала з продюсером і автором пісень Полом Епвортом та Раяном Теддером, а також із Максом Мартіном, Shellback, Грегом Кьорстіном, Danger Mouse, The Smeezingtons, Samuel Dixon та Tobias Jesso Jr.
25 отримав позитивні відгуки від музичних критиків, які високо оцінили вокал Адель, хоча деякі критикували його шаблонний характер та відсутність експериментів. Випущений майже через п'ять років після виходу її другого альбому, всесвітньо успішного 21, альбом був дуже очікуваним; окрім того, його активно рекламували за допомогою широкої маркетингової кампанії. 25 став величезним комерційним успіхом, дебютувавши на першому місці в 32 країнах і побивши рекорди продажів за перший тиждень у багатьох країнах, включаючи Велику Британію та Сполучені Штати. У США було продано понад 3,38 мільйони копій альбому за перший тиждень продажів, що стало найбільшим тижневим продажем альбому з тих пір, як MRC Data почали відстежувати покупки музики в точках продажу в 1991 році. 25 став найбільш продаваним у світі у 2015 році, за рік було продано 18,4 мільйони копій, а загалом було продано понад 22 мільйони копій у всьому світі, що робить його четвертим за продажами альбомом 21 століття, другим найбільш продаваним альбомом 2010-х років і один із найбільш продаваних альбомів усіх часів. Після альбому 21 ця робота Адель стала другою, яка отримала діамантовий статус від RIAA, що зробило Адель єдиною артисткою 2010-х років із подібним досягненням.
24 лютого 2016 року платівка отримала нагороду Brit Awards 2016 у категорії «Британський альбом року».

## Про альбом
Після випуску попереднього альбому 21 (який вийшов у січні 2011) Адель вирішила зробити тривалу перерву у своїй творчості, причиною якої стали події в особистому житті співачки. 10 жовтня 2012 року Адель народила сина, якого назвали Анджело Джеймс. У лютому 2013 року на церемонії Grammy Awards і на церемонії вручення премії Оскар співачка повідомила, що перебуває на дуже ранній стадії створення свого третього альбому. Перші сесії були невдалими і тому Адель вирішила відкласти запис. Коли її сину виповнилось 18 місяців, Адель повернулась у студію, оскільки Анджело надихнув її написати альбом про материнство.
Напередодні свого 26-річчя Адель у Твіттері розмістила повідомлення «Бувай, 25… Побачимось ще в цьому році». Таким чином співачка натякнула на назву своєї нової платівки.
Перший сингл «Hello» було представлено 23 жовтня 2015 і він одразу очолив чарти багатьох країн із рекордними показниками продажів. Сама платівка побачила світ 20 листопада 2015 року і протягом першого тижня було продано 7 млн копій.

## Список композицій
| #     | Назва                              | Тривалість |
| ----- | ---------------------------------- | ---------- |
| 1.    | «Hello»                            | 4:55       |
| 2.    | «Send My Love (To Your New Lover)» | 3:43       |
| 3.    | «I Miss You»                       | 5:49       |
| 4.    | «When We Were Young»               | 4:51       |
| 5.    | «Remedy»                           | 4:05       |
| 6.    | «Water Under the Bridge»           | 4:00       |
| 7.    | «River Lea»                        | 3:45       |
| 8.    | «Love in the Dark»                 | 4:46       |
| 9.    | «Million Years Ago»                | 3:47       |
| 10.   | «All I Ask»                        | 4:32       |
| 11.   | «Sweetest Devotion»                | 4:12       |
| 48:25 |                                    |            |

| Додаткові композиції Target та японського видань | Додаткові композиції Target та японського видань | Додаткові композиції Target та японського видань |
| #                                                | Назва                                            | Тривалість                                       |
| ------------------------------------------------ | ------------------------------------------------ | ------------------------------------------------ |
| 12.                                              | «Can't Let Go»                                   | 3:18                                             |
| 13.                                              | «Lay Me Down»                                    | 4:30                                             |
| 14.                                              | «Why Do You Love Me»                             | 3:59                                             |
| 60:12                                            |                                                  |                                                  |

## Чарти
| Чарт (2015)                                          | Найвища позиція |
| ---------------------------------------------------- | --------------- |
| Австралія Australian Albums (ARIA)                   | 1               |
| Австрія Austrian Albums (Ö3 Austria)                 | 1               |
| Бельгія Belgian Albums (Ultratop Flanders)           | 1               |
| Бельгія Belgian Albums (Ultratop Wallonia)           | 1               |
| Brazil Albums (ABPD)                                 | 1               |
| Канада Canadian Albums (Billboard)                   | 1               |
| Croatian Albums (Toplista)                           | 1               |
| Чехія Czech Albums (ČNS IFPI)                        | 1               |
| Данія Danish Albums (Hitlisten)                      | 1               |
| Нідерланди Dutch Albums (MegaCharts)                 | 1               |
| Фінляндія Finnish Albums (Suomen virallinen lista)   | 1               |
| Франція French Albums (SNEP)                         | 1               |
| Німеччина German Albums (Media Control)              | 1               |
| Greek Albums (IFPI)                                  | 1               |
| Угорщина Hungarian Albums (MAHASZ)                   | 1               |
| Ірландія Irish Albums (IRMA)                         | 1               |
| Італія Italian Albums (FIMI)                         | 1               |
| Японія Japanese Albums (Oricon)                      | 1               |
| Mexican Albums (AMPROFON)                            | 1               |
| Нова Зеландія New Zealand Albums (Recorded Music NZ) | 1               |
| Норвегія Norwegian Albums (VG-lista)                 | 1               |
| Польща Polish Albums (ZPAV)                          | 1               |
| Португалія Portuguese Albums (AFP)                   | 1               |
| Russian Albums (2M)                                  | 1               |
| Шотландія Scottish Albums (OCC)                      | 1               |
| South African Albums (RISA)                          | 1               |
| South Korean Albums (Gaon)                           | 1               |
| South Korean Albums International (Gaon)             | 1               |
| Іспанія Spanish Albums (PROMUSICAE)                  | 1               |
| Швеція Swedish Albums (Sverigetopplistan)            | 1               |
| Швейцарія Swiss Albums (Schweizer Hitparade)         | 1               |
| Taiwanese Albums (Five Music)                        | 1               |
| Велика Британія UK Albums (OCC)                      | 1               |
| США Billboard 200                                    | 1               |

| Чарт (2015)                      | Найвища позиція |
| -------------------------------- | --------------- |
| Argentine Monthly Albums (CAPIF) | 2               |

| Чарт (2015)                                          | Позиція |
| ---------------------------------------------------- | ------- |
| Australian Albums (ARIA)                             | 1       |
| Austrian Albums (Ö3 Austria)                         | 3       |
| Belgian Albums (Ultratop Flanders)                   | 2       |
| Belgian Albums (Ultratop Wallonia)                   | 4       |
| Brazilian Albums (ABPD)                              | 4       |
| Croatian Foreign Albums (HDU)                        | 2       |
| Danish Albums (Hitlisten)                            | 4       |
| Dutch Albums (MegaCharts)                            | 1       |
| French Albums (SNEP)                                 | 2       |
| German Albums (Offizielle Top 100)                   | 2       |
| Hungarian Albums (MAHASZ)                            | 7       |
| Irish Albums (IRMA)                                  | 1       |
| Italian Albums (FIMI)                                | 4       |
| Mexican Albums (AMPROFON)                            | 11      |
| Нова Зеландія New Zealand Albums (Recorded Music NZ) | 1       |
| Polish Albums (ZPAV)                                 | 1       |
| Russian Albums (2M)                                  | 7       |
| South Korean Albums (Gaon)                           | 88      |
| South Korean Albums International (Gaon)             | 4       |
| Spanish Albums (PROMUSICAE)                          | 4       |
| Swiss Albums (Swiss Hitparade)                       | 1       |
| UK Albums (OCC)                                      | 1       |

| Чарт (2016)                              | Позиція |
| ---------------------------------------- | ------- |
| Australian Albums (ARIA)                 | 1       |
| Austrian Albums (Ö3 Austria)             | 12      |
| Belgian Albums (Ultratop Flanders)       | 2       |
| Belgian Albums (Ultratop Wallonia)       | 5       |
| Canadian Albums (Billboard)              | 1       |
| Danish Albums (Hitlisten)                | 11      |
| Dutch Albums (MegaCharts)                | 1       |
| French Albums (SNEP)                     | 20      |
| German Albums (Offizielle Top 100)       | 6       |
| Hungarian Albums (MAHASZ)                | 27      |
| Italian Albums (FIMI)                    | 17      |
| Mexican Albums (AMPROFON)                | 21      |
| New Zealand Albums (RMNZ)                | 1       |
| Polish Albums (ZPAV)                     | 8       |
| South Korean Albums International (Gaon) | 5       |
| Swiss Albums (Schweizer Hitparade)       | 1       |
| UK Albums (OCC)                          | 1       |
| US Billboard 200                         | 1       |

| Чарт (All-time) | Позиція |
| --------------- | ------- |
| UK Albums (OCC) | 27      |

## Сертифікація
| Країна                | Сертифікація  | Продажі   | Посилання     |
| --------------------- | ------------- | --------- | ------------- |
| Австралія (ARIA)      | 8x Платиновий | 560 000   | [ 90 ]        |
| Велика Британія (BPI) | 9x Платиновий | 2 956 584 | [ 91 ]        |
| Канада (CRIA)         | Діамантовий   | 1 000 000 | [ 92 ]        |
| США (RIAA)            | 8x Платиновий | 8 774 000 | [ 93 ] [ 94 ] |